# Státní znak Podněstří
Státní znak Podněstří vychází ze znaku bývalé Moldavské sovětské socialistické republiky.
Je tvořen emblémem sovětského typu se zkříženým srpem a kladivem na paprscích zlatého slunce, nad zvlněnou řekou. Kolem je věnec obilných klasů, dozdobený kukuřicí a hroznovým vínem. Vrcholem znaku je rudá, zlatě lemovaná, pěticípá hvězda. Věnec je převázán rudou stuhou s bílými písmeny napsaným oficiálním názvem státu „Podněsterská moldavská republika“, v moldavštině Република Молдовеняскэ Нистрянэ, v ruštině Приднестровская Молдавская Республика a v ukrajinštině Придністровська Молдавська Республіка.
V některých případech bývá z praktických důvodů užívána pouze zkratka „PMR“ (v moldavštině: РМН, v ruštině a ukrajinštině: ПМР).

Státní znak Moldavské SSR (1940–1991)
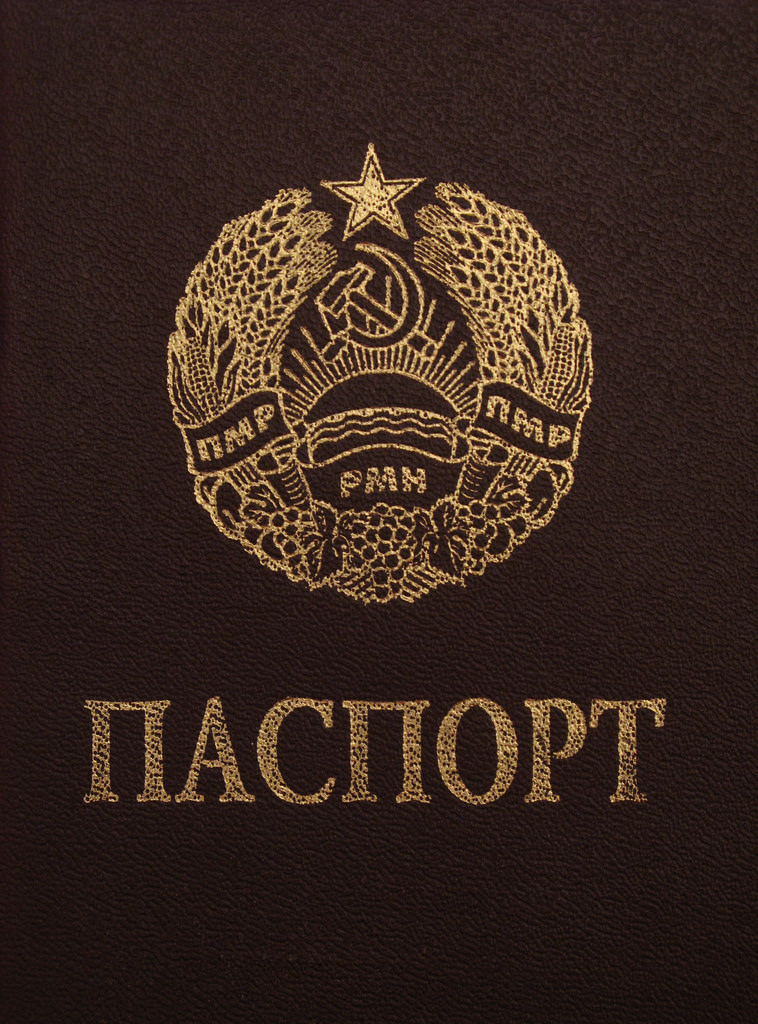
Státní znak Podněstří na cestovním pasu
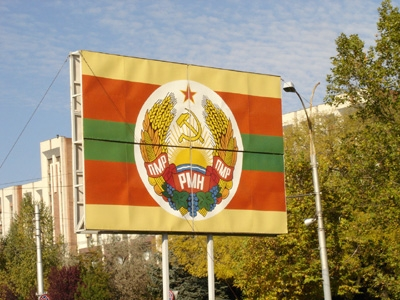
Podněsterská vlajka se starší podobou znaku